# Zangandou
Zangandou est une localité et une commune rurale de la préfecture du Mbomou, en République centrafricaine. Elle s’étend à l’est de la ville de Bangassou, chef-lieu de la préfecture. 

## Géographie
Située au centre-sud de la préfecture du Mbomou, la commune est frontalière du Congo RDC.
|           | Voungba-Balifondo |       |
| Bangassou | Zangandou         | Rafaï |
|           | Congo RDC         |       |

## Villages
La commune compte 42 villages en zone rurale recensés en 2003 : Agoumar 1, Agoumar 2, Agoumar 3, Aou, Balikengue, Bandoungou, Barassi, Batana, Bondeli, Bounguia, Douma, Gbanga 2, Gbanga 3, Gbessende, Hetman, Kaimba, Kamba, Kende, Labasso, Lanome 1, Lanome, 2, Ligandounga, Madabazouma, Magazani (1, 2), Mappe, Mbalaboulo, Mbangui Foutoula, Mbombo, Mbororo 1, Mongo, Ndegue, Ngbanda, Ngombi, Pande, Sah, Samba, Sambi, Yongon Fongo 1, Yongon Fongo 2, Yongoro, Zime 1, Zime 2.

## Éducation
La commune compte 9 écoles en 2015 : Manda-Bazouma, Ngombi, Gbanga, Lanome, Gnongofongo 3, Han-Hou, Zime-Fleuve, Dengué 1, Mbalagboulo.